# Skee-Lo
Antoine Roundtree, mest känd under sitt artistnamn Skee-Lo, född 27 mars 1975 i Chicago, är en amerikansk rappare. Roundtree är mest känd för singeln "I Wish", som blev en hit i flera länder och nådde plats 13 på Billboard Hot 100. Han själv uttrycker låten som en one-hit wonder.
Han är även grundaren av sitt eget skivbolag, SKEELO MUSIK, LLC.
Han är sedan 1990 bosatt i Los Angeles, och är idag gift med Stacy som han har två barn med.